# Bustram de Montpellier
Pour les articles homonymes, voir Trambus.
Le Bustram de Montpellier est le réseau de bus à haut niveau de service (BHNS) du réseau des transports de l'agglomération de Montpellier, exploité par la société publique locale éponyme pour le compte de Montpellier Méditerranée Métropole. 
Le lancement de la première ligne est prévu le 23 mai 2025. Cinq lignes feront partie intégrante du réseau d'ici 2031.

## Histoire
En décembre 2018, Philippe Saurel annonce l'abandon du projet de 6e ligne du tramway de Montpellier entre la place de l'Europe et Notre-Dame de Sablassou initialement prévue pour 2027, tout comme celui brièvement évoqué de la 7e ligne entre Castries et Poussan sous forme de tram-train car jugés trop chers. Seuls les projets de ligne 5 et le prolongement de la ligne 1 du tram sont maintenus.
En juin 2019, la métropole annonce le lancement en 2025 de quatre lignes de bus à haut niveau de service sous le nom « Métronome », :
- Ligne 1 : Place de l'Europe - Notre-Dame de Sablassou dans un premier temps, puis prolongement jusqu'à Castries ;
- Ligne 2 : Place Charles de Gaulle (Castelnau-le-Lez) - Sabines en reprenant le tracé de l'actuelle ligne de bus 15 ;
- Ligne 3 : Hôtel du département - Peyrou - Euromédecine ;
- Ligne 4 : Du terminus ouest de la ligne 5 du tramway jusqu'à Cournonsec ;

Repris par la nouvelle majorité dirigée par Michaël Delafosse, le projet est présenté au public le 4 janvier 2022, rebaptisé Bustram et passe de 4 à 5 lignes.
Le projet prévoit également la création de 24 km de pistes cyclables et 20 box à vélos sécurisés aux abords des stations. Ces pistes feront partie des futures "vélolignes montpelliéraines" dans le cadre du projet de Réseau Express Vélo qui comptera à terme 235 km de voies dédiées au vélo.
Initialement, les cinq lignes devaient ouvrir en 2025. En décembre 2023, seule la première phase de la ligne A (ex-B1) a vu son chantier débuter, la mise en service des autres lignes s'effectuera progressivement entre 2027 et 2031.

## Le réseau

### Présentation
Une fois achevé, le Bustram consistera en cinq lignes totalisant 57 km avec une amplitude horaires allant de 5 h à minuit.
Les bus circuleront le plus possible sur des voies réservées, soit dans les deux sens soit dans un seul en fonction de la largeur de la voirie. Les stations seront constitués de petits abris en trois parties, avec un bloc central où sera fixé la borne d'information aux voyageurs.

### Ligne en service

#### Ligne A
C'est la première ligne de Bustram à être mise en service, le 23 mai 2025, sur 4,2 km dont 2,9 km en site propre, entre la place de l'Europe et le pôle d'échanges de Notre-Dame de Sablassou à Castelnau-le-Lez, sur le tracé de la ligne de bus 51, la seconde phase jusqu'à Castries ouvrira en septembre 2028 en reprenant le tracé de la ligne de bus 46,. La longueur du tracé, avec le second tronçon, est de 11,8 km répartis en 20 stations pour un temps de trajet estimé à 37 minutes. L'intervalle de passage en journée est de 10 minutes sur la première frange et de 15 minutes sur la deuxième frange.
Initialement dénommée B1, la ligne porte finalement l'indice de ligne A,.
Stations de la phase 1 :
|  |   |  | Stations                | Latitude Longitude          | Communes desservies | Correspondances         |
|  | - |  | ----------------------- | --------------------------- | ------------------- | ----------------------- |
|  | ■ |  | Place de l'Europe       | 43° 36′ 26″ N, 3° 53′ 39″ E | Montpellier         | 1 4 14 16 620           |
|  | • |  | Pont Juvénal            | 43° 36′ 23″ N, 3° 53′ 52″ E | Montpellier         | 14 16                   |
|  | • |  | Paul Painlevé           | 43° 36′ 36″ N, 3° 53′ 57″ E | Montpellier         | 16                      |
|  | • |  | Pinville                | 43° 36′ 49″ N, 3° 54′ 20″ E | Montpellier         | 15                      |
|  | • |  | Alfred Nobel            | 43° 36′ 58″ N, 3° 54′ 37″ E | Montpellier         |                         |
|  | • |  | Eurêka                  | 43° 37′ 05″ N, 3° 54′ 46″ E | Montpellier         | 14                      |
|  | • |  | Verchant                | 43° 37′ 25″ N, 3° 55′ 08″ E | Castelnau-le-Lez    |                         |
|  | ■ |  | Notre-Dame de Sablassou | 43° 38′ 01″ N, 3° 55′ 19″ E | Castelnau-le-Lez    | 2 21 31 46 Bus 3 601612 |

### Lignes en projet
Si la ligne B1 a finalement été appelée ligne A en 2025, la métropole de Montpellier n'a pas communiqué sur la dénomination des autres lignes et continue d'utiliser les indices B2 à B5.

#### Ligne B2
La longueur du tracé est de 15,6 km répartis en 32 stations, pour un temps de trajet estimé à 60 minutes, entre la gare de Montpellier-Sud-de-France à l'ouest et les Sabines à l'est par le tracé de la ligne de bus 15 existante. L'intervalle de passage en journée est de 10 minutes. La ligne sera mise en service en juin 2029.

#### Ligne B3
La longueur du tracé est de 9 km répartis en 24 stations, pour un temps de trajet estimé à 38 minutes, entre Broussonnet et le palais des sports Pierre-de-Coubertin. L'intervalle de passage en journée est de 10 minutes. La ligne sera mise en service en janvier 2029.

#### Ligne B4
La longueur du tracé est de 12 km répartis en 12 stations, pour un temps de trajet estimé à 25 minutes, entre le terminus Grés de Montpellier de la ligne 5 du tramway et Cournonsec. L'intervalle de passage en journée est de 15 minutes. La ligne sera mise en service en janvier 2027.

#### Ligne B5
La longueur du tracé est de 8,5 km répartis en 17 stations, pour un temps de trajet estimé à 30 minutes, entre les Arceaux et Euromédecine 2. L’amplitude horaire serra de 5 h à minuit. La ligne sera mise en service en juin 2031.

## Matériel roulant
Montpellier Méditerranée Métropole a conclu un contrat avec MAN Truck & Bus pour l'achat de 70 bus électriques équipés de batteries de la gamme Lion's City E.
La commande comprend 50 bus standards Lion's City 12E et 20 bus articulés Lion's City 18E, pour un montant total hors taxes de 45 522 993, 65 €.
Le premier exemplaire destiné à la ligne A, dont le premier tronçon ouvrira le 23 mai 2025, a été présenté au public devant la piscine olympique d'Antigone. Décoré par Alain Le Quernec, les véhicules de la ligne A afficheront des bandes rouges et bleues sur un fond blanc aux couleurs de la république française. Les mots « libres », « égaux » et « ensemble » sont inscrit sous les vitres latérales dans plusieurs langues et avec plusieurs couleurs. Les autres lignes auront chacune leur propre livrée.
Douze véhicules, numérotés de 701 à 712, livrés entre janvier et mars 2025 seront en circulation.